# Studententheater
Studententheater ist die Bezeichnung für eine Theaterkultur jenseits der Nationalbühnen und dem professionellen Theater; wegen des Anspruches auf höhere Bildung und die Beteiligung von einzelnen professionell etablierten Theatermachern, ist das Studententheater sowohl von der Laienbühne als auch dem Schultheater abzugrenzen.

## Als universitäre Subkultur oder Alternativbühne
Der Grazer Germanistik-Student Hellmuth Himmel wollte die Universitätsstadt Graz "entprovinzialisieren," als er 1946 das Hochschulstudio mitbegründete. Er und die Studierenden seines Kreises wollten unkonventionelles Schauspiel betreiben und das Kabarett als Kleinkunstform in der steirischen Hauptstadt erneuern. Sie spielten Stücke von Georg Büchner und Franz Kafkas Fragment Der Gruftwächter. Zu der Zeit hätten derlei Inhalte auf keiner Bühne von Graz eine Aufführung genossen.
Studentengruppen der Gegenwart greifen zu Theaterformen, um zu protestieren oder für ihre Ideale Werbung zu machen. Konservative Studenten aus dem rechten Lager am Dartmouth College, zum Beispiel, inszenierten Stücke am Areal der Bildungseinrichtung in der Art des von Che Guevara inspirierten Guerrilla-Theater. Guerilla-Inszenierungen sind immer politisch, verstehen sich als radikal und reduzieren das Theater auf den Schauspieler und das Publikum. Sie verwenden ein Minimum an Werbung, Bühnenbild, Requisiten und Kostümen. Die Aufführungen finden oft an öffentlichen Orten im Umfeld der Universität statt. In der Sowjetunion gab es zwar fixe Einrichtungen des Studententheaters, aber die Lokalitäten waren oft unsicher und überlebten selten mehr als 10 Jahre.
In den Vereinigten Staaten war das vielleicht größte Interesse an Shakespeare-Inszenierungen um 1960 am Studententheater zu finden. An vielen Colleges gab es die Tradition, jährlich ein Shakespeare-Stück zu inszenieren. Oft wurde das Theaterspiel mit einer Untersuchung der Dramaturgie verbunden oder als Angebot des allgemeinen Shakespeare Studiums verstanden.

## Unvollendetes Theater bzw. Works-in-Progress
Der Begriff Studententheater kann sich auch auf die Inszenierung von Lernaufgaben beziehen. Die Teilnehmer an einem Schauspielseminar oder Theaterschule zeigen das Ergebnis ihrer Unterrichtseinheiten. Beispiele dafür sind Schauspielakademie Elfriede Ott in Wien oder Erwin Piscators kleine Vorführungen im President Theatre und auch dem Rooftop Theatre von New York City um 1950.

## Als Mainstream Bildungsangebot
Weitere Möglichkeiten in der Gattung Studententheater sind szenische Illustrationen, die zu Lehrzwecken nach der Art einer Volkshochschule dienen. Sie haben einen Unterhaltungswert, haben aber auch als "Gang durch die Theatergeschichte" einen pädagogischen Wert. Seit den 1920er Jahren in Berlin bekannt, wurden sie auch vom amerikanischen Theaterwissenschaftler John Gassner in den 1950er Jahren in New York veranstaltet und kommentiert. Derartige Abfolgen von Szenen aus diversen kanonischen Stücken und Epochen können abendfüllend oder auch mit Vorträgen verbunden sein.

## Universitätstheater als Regionaltheater
Besonders in den Vereinigten Staaten klaffte das Angebot der populären Bühne und dem höher stehenden Kulturgut weit auseinander. Der amerikanische Theaterwissenschaftler Heffner stellte fest, dass die Universitätsbühnen an regionalen Universitäten die einzige Möglichkeit waren, das Theatererbe des Abendlandes kennenzulernen. In einem inzwischen als kanonisch geltenden Aufsatz schrieb er von der Hochschule oder Universität als kulturelles Zentrum einer Gemeinde, eines Staates oder einer Region. Die Playmakers an der University of North Carolina waren wichtig in der Aufwertung amerikanischer Themen auf der Bühne.
„Gäbe es nicht die College- und Universitätstheater“, schrieb Heffner, der einstige Lehrstuhlinhaber der Stanford University, „hätten die Amerikaner fast keinen Zugang zu den großen Meisterwerken des Dramas von Aischylos bis Shaw außerhalb eines Bucheinbandes.“
Viele amerikanische Universitäten finanzieren auch Orchester und Kammermusikensembles, nicht nur für die musikalische Ausbildung ihrer Studenten, sondern auch zum kulturellen Nutzen der umliegenden Region.